# Jon Cooper
Jonathan David "Jon" Cooper, född 23 augusti 1967, är en kanadensisk-amerikansk ishockeytränare som tränar Tampa Bay Lightning i National Hockey League (NHL) sedan 25 mars 2013, när han efterträdde Guy Boucher.
Han avlade en master of business administration vid Hofstra University och en juristexamen vid Thomas M. Cooley Law School.
Cooper har tidigare tränat Texarkana Bandits (2003–2006) och St. Louis Bandits (2006–2008) i North American Hockey League (NAHL), Green Bay Gamblers (2008–2010) i United States Hockey League (USHL), Norfolk Admirals (2010–2012) och Syracuse Crunch (2012–2013) i American Hockey League (AHL). Han var samtidigt general manager när han tränade Bandits och Gamblers. Mellan 1998 och 2003 tränade han ishockeylag på pojknivå.

## Tränarstatistik
| Lag                 | År        | Grundserie | Grundserie | Grundserie | Grundserie      | Grundserie | Grundserie      | Slutspel                   |  |
| Lag                 | År        | Matcher    | Vinster    | Förluster  | Övertidsvinster | Poäng      | Placering       | Resultat                   |  |
| ------------------- | --------- | ---------- | ---------- | ---------- | --------------- | ---------- | --------------- | -------------------------- |  |
| Tampa Bay Lightning | 2012–2013 | 16         | 5          | 8          | 3               | 13         | 4:e i Southeast | Missade slutspel.          |  |
| Tampa Bay Lightning | 2013–2014 | 82         | 46         | 27         | 9               | 101        | 2:a i Atlantic  | Förlorade i första ronden. |  |
| Tampa Bay Lightning | 2014–2015 | 82         | 50         | 24         | 8               | 108        | 2:a i Atlantic  | Förlorade finalen          |  |
| Tampa Bay Lightning | 2015–2016 | 82         | 46         | 31         | 5               | 97         | 2:a i Atlantic  | Förlorade i tredje ronden. |  |
| Tampa Bay Lightning | 2016–2017 | 82         | 42         | 30         | 10              | 94         | 5:a i Atlantic  | Missade slutspel.          |  |
| Tampa Bay Lightning | 2017–2018 | 82         | 54         | 23         | 5               | 113        | 1:a i Atlantic  | Förlorade i tredje ronden. |  |
| Tampa Bay Lightning | 2018–2019 | 82         | 62         | 16         | 4               | 128        | 1:a i Atlantic  | Förlorade i första ronden. |  |
| Tampa Bay Lightning | 2019–2020 | 70         | 43         | 21         | 6               | 92         | 2:a i Atlantic  | Vann finalen.              |  |
| Tampa Bay Lightning | 2020–2021 | 56         | 36         | 17         | 3               | 75         | 3:a i Atlantic  | Vann finalen.              |  |
| Tampa Bay Lightning | 2021–2022 | 82         | 51         | 23         | 8               | 110        | 3:a i Atlantic  | Förlorade finalen.         |  |
| Totalt              | Totalt    | 715        | 434        | 220        | 61              | 929        |                 |                            |  |